# 블로섬 (시트콤)
블로섬(Blossom)은 1991년 1월 3일부터 1995년 5월 22일까지 NBC에서 방영된 시트콤이다.